# ヤン・フェルシュライエン
ヤン・フェルシュライエン（オランダ語: Jan Versleijen、1955年12月29日 - ）は、オランダのサッカー指導者。

## 来歴
1978年にVVVフェンローでアシスタントコーチとなり指導者としてのキャリアを始めた。1990年にゴー・アヘッド・イーグルスで監督となった。
1997年にJリーグのジェフユナイテッド市原の監督に就任、2シーズン指揮を執った。リーグ戦では1997年は13位、1998年は16位と低迷したが、1998年のJリーグカップでは、クラブ初の決勝進出を果たし準優勝した。